# Grignon (Savoie)
Grignon település Franciaországban, Savoie megyében. Lakosainak száma 2104 fő (2022. január 1.). Grignon Albertville, Esserts-Blay, Gilly-sur-Isère és Monthion községekkel határos.

## Népesség
A település népességének változása:
| Lakosok száma | 1984 | 2066 | 2174 | 2119 | 2113 | 2107 | 2097 | 2085 | 2104 |
|               | 2013 | 2015 | 2016 | 2017 | 2018 | 2019 | 2020 | 2021 | 2022 |